# 88611 Teharonhiawako

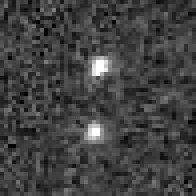
O sistema binário Teharonhiawako.

88611 Teharonhiawako é um objeto transnetuniano e membro do Cinturão de Kuiper, medindo 156-196 km de diâmetro. É um objeto binário, com um grande companheiro denominado de Sawiskera, formalmente chamado de (88611) Teharonhiawako I Sawiskera), que tem 108-136 km de diâmetro é cerca de dois terços do tamanho do seu primário.

## Descoberta
Teharonhiawako foi descoberto no dia 20 de agosto de 2001, pela Deep Ecliptic Survey e Sawiskera foi identificado um mês depois.

## Nome
O mesmo usou inicialmente a designação provisória de 2001 QT297 até que recebeu o nome de Teharonhiawako, um deus do milho no mito de criação da mitologia iroquesa, enquanto o corpo secundário recebeu o nome de seu irmão gêmeo do mal Sawiskera. Os objetos foram nomeados em 2007.

## Órbita de Sawiskera
A órbita de Sawiskera tem os seguintes parâmetros: semieixo maior de 27670 ± 120 km, período orbital de 828,76 ± 0,22 dias, excentricidade de 0,2494 ± 0,0021 e inclinação orbital de 144,42 ± 0,35° (retrógrada). A massa total do sistema é de cerca de 2,4 × 1018 kg.